# OLAF (Kunstprojekt)
OLAF (Abkürzung für Organisation zur Lösung der Ausländerfrage) war ein aktivistisches, satirisches Kunstprojekt, das 2010 von Andreas Heusser, Christoph Nüssli und Christoph Oeschger mit dem Ziel lanciert wurde, der rechtspopulistischen Kampagne der Schweizerischen Volkspartei (SVP) zur Ausschaffungsinitiative entgegenzuwirken. Das Projekt bestand aus der Gründung der «Organisation zur Lösung der Ausländerfrage» (OLAF) und einer Reihe von Aktionen, die von den fiktiven Vertretern der Organisation, Alois B. Stocher und seinem Assistenten George Klein, durchgeführt wurden.

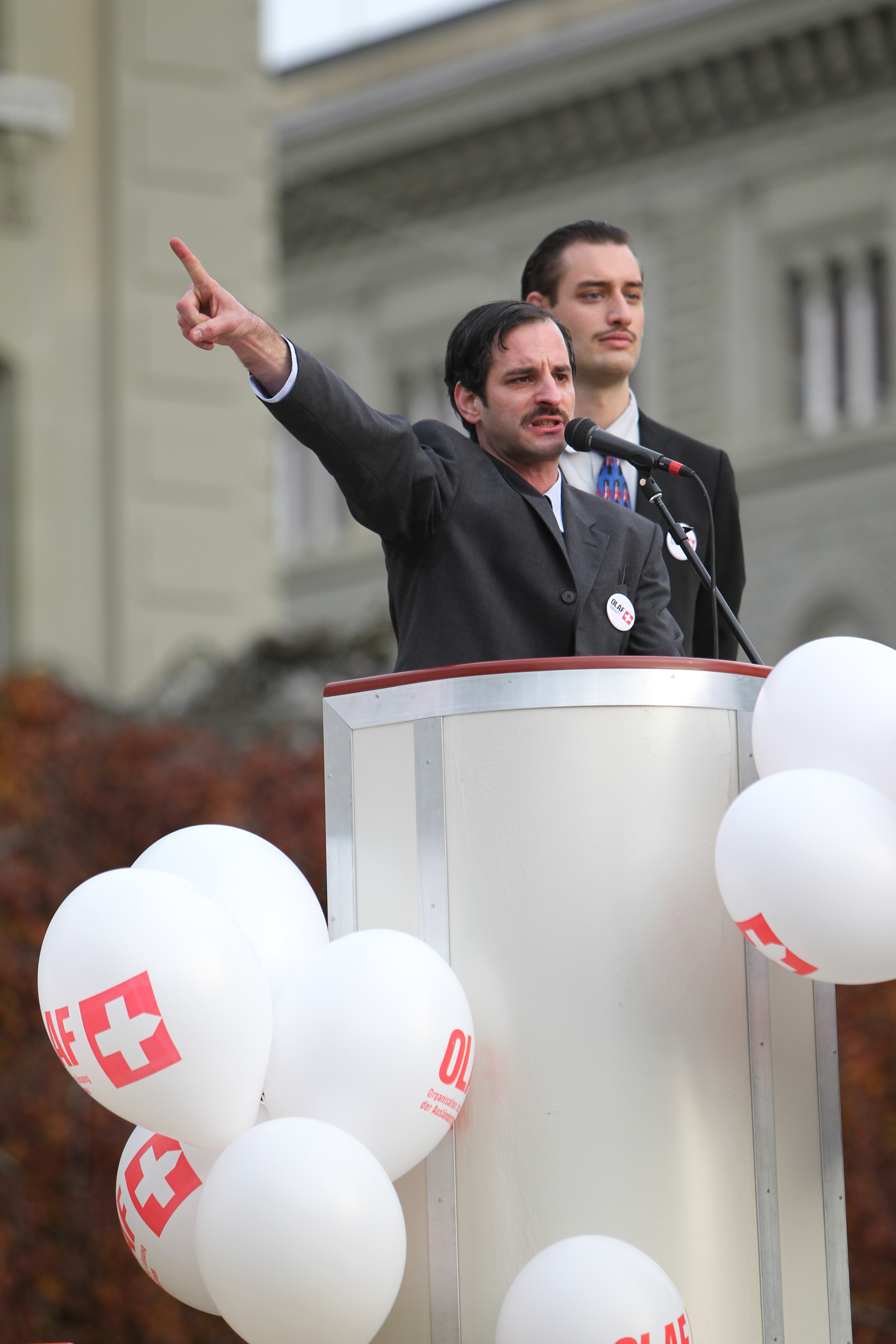
Alois Stocher, Präsident von OLAF, und sein Assistent George Klein am "Nationalen Sammeltag für Ausländer", Bundesplatz Bern, 2010

## Kunst vs. Politik
Wie Heusser und Nüssli in einem TV-Interview erklärten, ging es darum, mit den Mitteln der Kunst ein «Gegengewicht zur fremdenfeindlichen, millionenschweren Kampagne» der Schweizerischen Volkspartei zu schaffen. Methoden wie Überidentifikation, Provokation und Parodie wurden eingesetzt, um die Aufmerksamkeit der Medien zu gewinnen, die als Multiplikatoren des Projekts dienten.
Vordergründig trat OLAF als Partnerorganisation der Schweizerischen Volkspartei (SVP) auf, die mit ihrer Ausschaffungsinitiative alle kriminellen Ausländer automatisch ausweisen wollte. Die Abstimmung wurde von der SVP mit der umstrittenen Schäfchenplakat-Kampagne und einer suggestiven Volksbefragung vorbereitet, die ihr den Vorwurf eintrug, Fremdenfeindlichkeit zu schüren und geltendes Völkerrecht zu verletzen. OLAF ging noch einen Schritt weiter: Um das Ausländerproblem an der Wurzel packen, sollten nicht nur kriminelle Ausländer abgeschoben werden, so OLAF, sondern alle Ausländer, denn nur Ausländer könnten kriminelle Ausländer werden.
In zahlreichen Propagandavideos, Broschüren und Postern nahm OLAF Elemente und Argumente der populistischen Kampagne der SVP auf und führte sie ad absurdum. Alois Stocher sammelte schnell Freunde aus dem rechten politischen Spektrum auf Facebook, die das Projekt nicht als Satire durchschauten, sondern sich von Stochers radikalen Ideen begeistert zeigten. Die OLAF-Website (volksbefreiung.ch) kopierte die Struktur und Ästhetik der Kampagnen-Website der SVP (volksbefragung.ch). Fotomontagen und mehrdeutige Texte parodierten die Positionen der SVP und brachten die Volkspartei in die Nähe der Nationalsozialisten. In der Folge erhielten die Akteure massive Drohungen von Personen sowohl aus dem rechten als auch aus dem linken politischen Lager, die das Projekt und die Charakteren für bare Münze nahmen.

## Volksbefreiung
Um die Schweizer Bevölkerung von der Überfremdung zu befreien, bot die Website des OLAF auch ein Online-Formular an, mit dem unerwünschte Ausländer zur Abschiebung vorgeschlagen werden konnten. Man konnte live verfolgen, welche Ausländer die meisten Stimmen erhielten, was in Form von grafischen «Ausschaffungscharts» dargestellt wurde. Die 10 Ausländer mit den meisten Stimmen würden jede Woche direkt ausgeschafft, versprach OLAF.

## Nationaler Sammeltag für Ausländer
Die Kunstfiguren Alois B. Stocher und George Klein traten auch im realen Leben auf. Höhepunkt der OLAF-Kampagne war der so genannte «Nationale Sammeltag für Ausländer» auf dem Bundesplatz in Bern, wo ein gelber Container installiert wurde, um alle Ausländer einzusammeln und auszuschaffen, die die Schweizer Bevölkerung nicht mehr im Land haben wollte. Ausserdem gab es einen Stand mit Informationsmaterial zu OLAF und SVP sowie Armbänder (sortiert nach 5 Kulturkreisen), die zur präventiven Kennzeichnung von Ausländern verwendet wurden.

## Pressekonferenz-Intervention und inszenierte Klage
Die Pressekonferenz vom 9. November wurde von der SVP angesetzt, um die Ergebnisse ihrer Volksbefragung zur Stimmungslage gegenüber Ausländern vorzustellen. Als Alois B. Stocher die Bühne betrat, um die Lösungen für die festgestellten Probleme zu präsentieren, wurde er vom Sicherheitspersonal aus dem Saal befördert. Als Ergebnis drohte die SVP mit einer Klage gegen OLAF, wie viele Medien berichteten. Dies stellte sich jedoch als eine weitere  Zeitungsente heraus, die von OLAF inszeniert wurde.

## Rezeption
Das Projekt erregte grosse Aufmerksamkeit im In- und Ausland. und wurde in Online-Magazinen und Print-Medien kontrovers diskutiert. Die Mehrheit der Schweizer Bevölkerung zeigte sich jedoch unbeeindruckt und stimmte am 28. November 2010 für die Annahme der Ausschaffungsinitiative der SVP.
Lange Zeit wurde das Projekt bewusst anonym gehalten, um eine stärkere politische Wirkung zu erzielen, bis Andreas Heusser von einer Boulevardzeitung unfreiwillig als Alois Stocher geoutet wurde.